# Zîbkove, Onufriivka
Zîbkove (în ucraineană Зибкове) este o comună în raionul Onufriivka, regiunea Kirovohrad, Ucraina, formată numai din satul de reședință.

## Demografie
Componența lingvistică a comunei Zîbkove
     Rusă (70,51%)
     Ucraineană (27,65%)
     Alte limbi (0,84%)
Conform recensământului din 2001, majoritatea populației comunei Zîbkove era vorbitoare de rusă (70,51%), existând în minoritate și vorbitori de ucraineană (27,65%).